# Японо-корейский договор о протекторате
Японо-корейский договор о протекторате был заключен между Японской империей и Корейской империей 17 ноября 1905 года. Договор являлся косвенным последствием русско-японской войны и превращал Корею в протекторат Японии. В стране учреждался пост японского генерал-резидента, который получал значительные полномочия в управлении страной.

## История договора
После победы Японии в русско-японской войне и подписания соглашения Кацура — Тафта, в соответствии с которым США обещали не вмешиваться в политику Японии в отношении Кореи, японское правительство решило окончательно утвердить свои позиции на Корейском полуострове. Для этого было также необходимо добиться согласия Великобритании, что и было зафиксировано во второй редакции англо-японского союза, подписанной в июле 1905 г.
Полномочный представитель Японии Ито Хиробуми прибыл в Хансон и провёл несколько встреч с корейским императором Коджоном и его министрами. В ходе первоначальных переговоров не удалось получить согласия корейского руководства, в результате чего японская сторона решилась прибегнуть к военному давлению. 17 ноября 1905 года части японских войск, находившихся в Корее согласно союзному договору, подписанному в 1904 году, окружили дворец императора Коджона. Во время заседания кабинета министров, проходившего в окруженном дворце Ито Хиробуми потребовал от них согласия на японский протекторат. Коджон уклонился от прямых переговоров, премьер-министр Хан Кю Соль решительно выступил против договора, в результате чего был изолирован японскими солдатами в отдельной комнате. В итоге глава корейского МИДа и ещё четверо министров подписали договор, подготовленный японскими представителями. По соглашению Корея теряла право на проведение своей внешней политики, кроме того, вся торговля в корейских портах осуществлялась под наблюдением японцев.
Двое корейских министров не подписали договор, неясно также, стал ли ставить свою личную печать на него император Коджон (без этого договор не считался ратифицированным). Из-за этого ряд историков, особенно корейских, подвергают сомнению юридическую правомочность договора. Однако, пользуясь подавляющим военным и политическим преимуществом, Япония претворила в жизнь все положения договора.

## Список корейских министров, подписавших договор
- Министр иностранных дел Пак Че Сун (박제순;朴齊純)
- Министр обороны Ли Гын Тхэк (이근택;李根澤)
- Министр внутренних дел Ли Джи Ён (이지용;李址鎔)
- Министр сельского хозяйства, торговли и промышленности Квон Джун Хён (권중현;權重顯)
- Министр образования Ли Ван Ён (이완용;李完用)

## После подписания
В 1907 году император Коджон послал трех человек на Гаагскую конференцию о мире, чтобы попытаться представить Договор о протекторате как несправедливый и аннулировать его. Однако страны-участницы конференции отказались предоставить корейцам право голоса.
Позднее между Японией и Кореей были заключены Японо-корейский договор 1907 года и Договор о присоединении Кореи к Японии.
Договор о протекторате был официально аннулирован в 1965 году японо-южнокорейским соглашением.

## Название
В Японии Договор обычно называют «Второй японо-корейской конвенцией» (яп. 第二次日韓協約, дайнидзи никкан кё: яку), а в Корее — «Второй корейско-японской конвенцией» (кор. 제2차 한일 협약) или «Договором года Ыльса» (кор. 을사조약).